# Хакея мелкоплодная
Хакея мелкоплодная (лат. Hakea microcarpa) — кустарник, вид рода Хакея (Hakea) семейства Протейные (Proteaceae). Эндемик восточной Австралии. Цветёт с сентября по февраль.

## Ботаническое описание

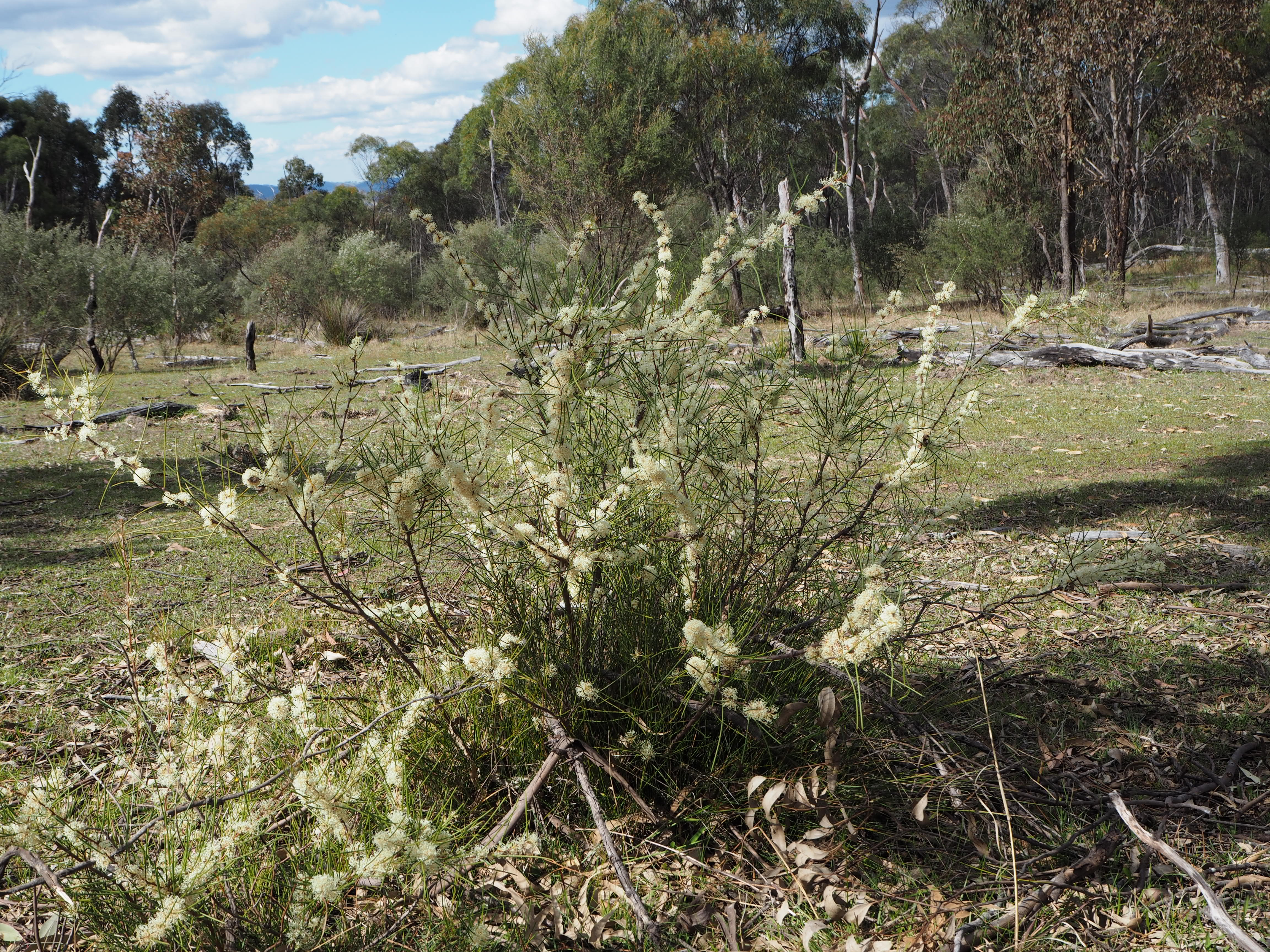
Общий вид H. microcarpa.

Hakea microcarpa — широкий кустарник высотой до 2 м. Листья и ветви голые, за исключением нескольких волосков на новых побегах, которые теряются к моменту цветения. Листья обычно игольчатые, длиной 3-11 см и шириной около 1,5 мм, но иногда встречаются несколько плоских листьев шириной до 5 мм. Цветки — беловатого цвета, расположены в пазухах листьев группами от десяти до сорока. Стебель каждого цветка имеет длину 2-5 мм, а околоцветник — 2,5-3,5 мм. Цветение происходит с сентября по февраль. Плод представляет собой древесный фолликул, содержащий два крылатых семени. Имеет продолговатую форму, около 16 мм в длину и 7 мм в ширину с небольшой вершиной длиной 2-3 мм на каждой стороне.

## Таксономия
Вид Hakea microcarpa был впервые официально описан шотландским ботаником Робертом Броуном в 1810 году в Transactions of the Linnean Society of London. Видовой эпитет — от древнегреческих слов mikros, означающих «маленький» и karpos, означающих «фрукт».

## Распространение и местообитание
H. microcarpa встречается на восточном побережье Австралии и простирается от Станторпа до Тасмании, где растёт в субальпийских болотах или лесах или во влажных лесах.

## Галерея

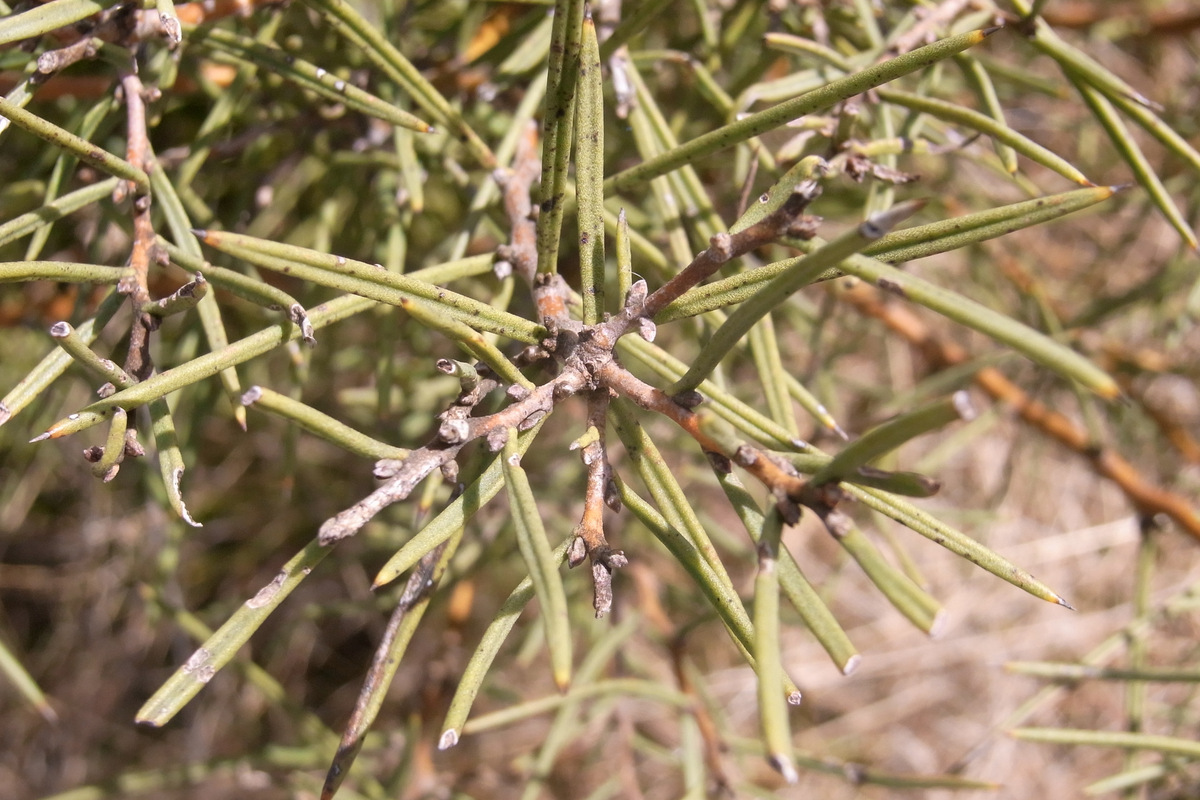
H. microcarpa на горе Полблу в заказнике Бэррингтон Топс-Стейт.
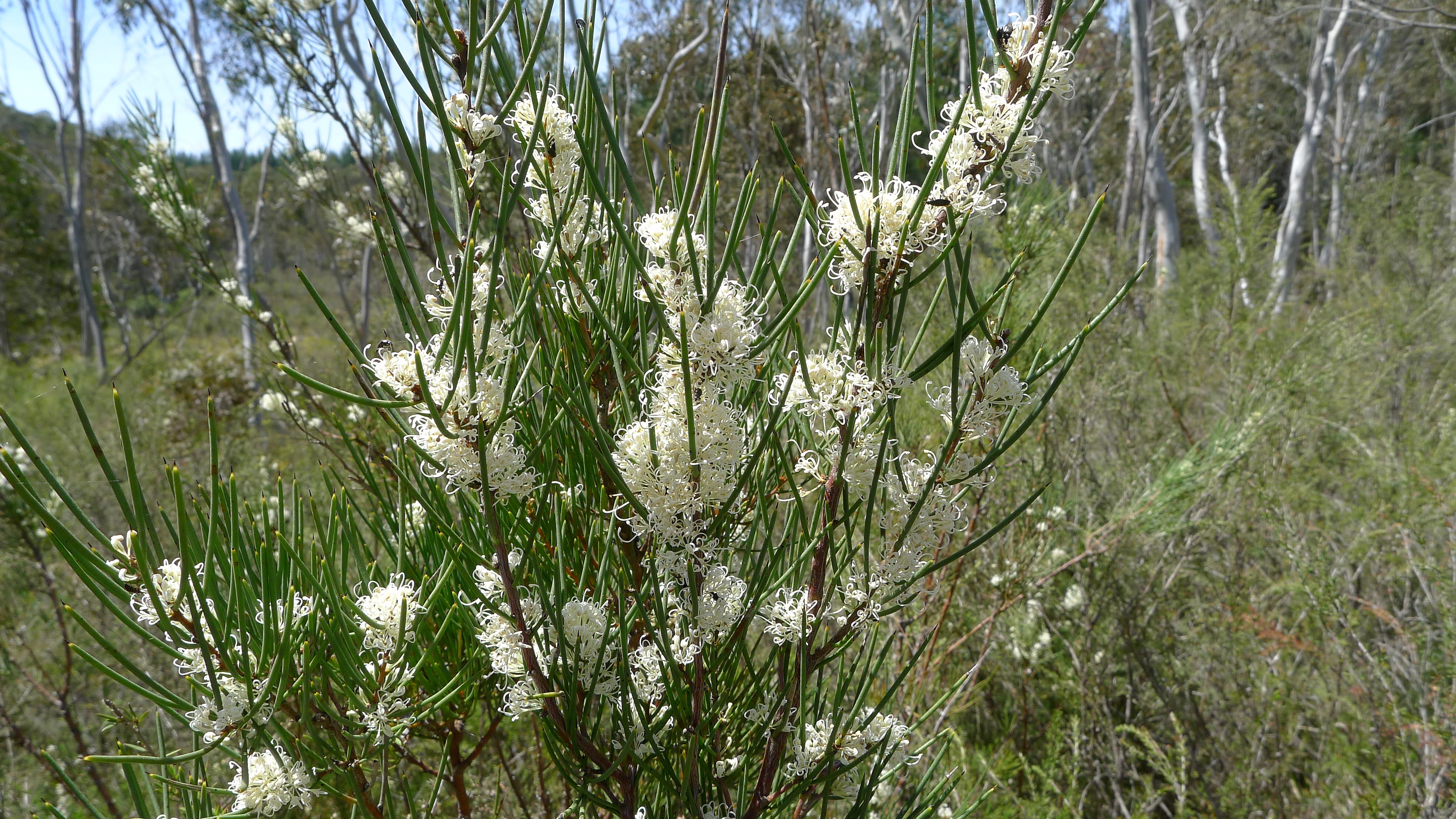
H. microcarpa в Национальном парке Мортон.